# جان ماری
جان ماری (انگلیسی: John Mary؛ زادهٔ ۹ مارس ۱۹۹۳) بازیکن فوتبال متولد نیجریه اهل کامرون است.
از باشگاه‌هایی که در آن بازی کرده است می‌توان به باشگاه فوتبال بوریرام یونایتد، باشگاه فوتبال کرابی، باشگاه فوتبال وویوودینا، و باشگاه فوتبال پی‌تی پراچواپ اشاره کرد.
وی همچنین در تیم‌های ملی فوتبال زیر ۲۰ سال کامرون و کامرون بازی کرده است.